# Szkoła Handlowa w Krakowie
Szkoła Handlowa w Krakowie (zwana również Miejska Szkoła Handlowa w Krakowie) – szkoła średnia powstała w Krakowie w 1882 roku. Szkoła zapisała się w historii Krakowa dwoma faktami. Z jednej strony jej kontynuatorem jest Zespół Szkół Ekonomicznych Nr 1 w Krakowie, z drugiej zaś w 1925 r. z wyodrębnienia się jej części powstał późniejszy Uniwersytet Ekonomiczny w Krakowie.

## Początki działalności szkoły
Na przełomie XIX i XX wieku Kraków przeżywał okres rozwoju gospodarczego i kulturalnego. Pod zaborem austriackim można było prowadzić szkoły polskie, stąd 1 października 1882 roku staraniem Izby Handlowo-Przemysłowej i Krakowskiej Kongregacji Kupieckiej powstała prywatna Szkoła Handlowa przygotowująca młodzież do zawodu kupieckiego. Szkoła ta rozwijała się bardzo dynamicznie na początku XX wieku, oferując różne kursy o profilu ekonomicznym.
Od 1896 r. szkoła przeznaczona była dla absolwentów czwartej klasy ówczesnego gimnazjum. Zajęcia odbywały się w budynku Miejskiej Kasy Oszczędności (róg ul. Siennej i św. Krzyża), a od 1906 r. szkoła posiadała własny okazały budynek zlokalizowany na ulicy Kapucyńskiej 2 (u zbiegu ulic Kapucyńskiej i Podwala), który zaprojektowany został przez znanego architekta Jana Zawiejskiego (twórcę między innymi Teatru Słowackiego). Na początku XX wieku do szkoły uczęszczało kilkuset uczniów, nawet spoza granic monarchii, gdyż wysoki poziom nauczania przyciągał także młodzież polską z zaboru rosyjskiego.
Od 1908 roku szkoła otrzymała nazwę Akademia Handlowa w Krakowie. Zgodnie z ustawodawstwem byłego zaboru austriackiego nazwa taka przysługiwała szkole średniej, która prowadziła kursy o profilu ekonomicznym dla absolwentów szkół średnich ogólnokształcących.
W 1912 w gmachu szkoły odbył się VIII Światowy Kongres Esperanto, pierwszy na ziemiach polskich.

## Okres dwudziestolecia międzywojennego
Przez cały okres dwudziestolecia międzywojennego Akademia Handlowa w Krakowie rozwijała się dynamicznie. W 1918 r. powstał nowy wydział szkoły – Akademia handlowa dla Dziewcząt. W 1925 r. w wyniku zarządzenia ministerialnego rządu Wolnej Polski szkoła zmieniła nazwę na Szkoła Ekonomiczno-Handlowa w Krakowie. W 1935 r. została przekształcona w Gimnazjum Kupieckie.

### Zalążki i wyodrębnienie się szkoły wyższej
Od 1908 r. przy szkole, wówczas Akademii Handlowej w Krakowie, prowadzono kursy dla abiturientów szkół średnich. W 1924 roku przy szkole powstał Instytut Towaroznawczy, który prowadził 2-letnie Studium Towaroznawcze. W 1925 roku ze szkoły wyodrębniono Instytut oraz kursy dla abiturientów i przekształcono w Wyższe Studium Handlowe w Krakowie, a po zmianach nazw, Uniwersytet Ekonomiczny w Krakowie.

## II wojna światowa
W latach 1939–1945 szkoła była przenoszona z miejsca na miejsce, jednak funkcjonowała przez cały czas okupacji pod nazwą Szkoła handlowa Wyższego Stopnia.

## Okres powojenny
W 1950 r. szkoła została upaństwowiona i otrzymała nazwę Technikum Finansowe. W 1957 r. ponownie zmieniono jej nazwę, tym razem na Technikum Ekonomiczne. Od 1970 r. szkoła funkcjonuje pod nazwą Zespół Szkół Ekonomicznych Nr 1 im. Mikołaja Kopernika w Krakowie.

## Dyrektorzy
- Wojciech Michna  tymczasowy Dyrektor (1882)[2]
- Franciszek Kroebl (1882–1896)
- Ernest Bandrowski (1896–1906)
- Józef Kannenberg (1906–1925)[7]
- Herkulan Weigt (1925–1932)
- Tadeusz Wroniewicz (1932–1939)[8]